# Табачка чаршија
Табачка чаршија је данас улица у центру Пожаревца (Браничевски округ) која повезује Трг ослобођења и Трг Радомира Вујовића.
Пожаревачка чаршија је добила име по великом броју кожарских – табачких радњи у време Османске власти. Повезивала је Горњу малу и цркву-брвнару која се налазила на данашњем Тргу Ослобођења. По својој лепоти и складу архитектуре била је једна од вреднијих у Србији. 
Године 1963. је срушена, уз образложење „да се мора уништити ситносопственички и буржоаски дух која ова чаршија са собом носи“. 
На том месту саграђене су наредне 1964. године нове стамбене зграде у соцреалистичком стилу.